# Citrus × sinensis
L'arancio (Citrus × sinensis (L.) Osbeck, 1765) 
è un albero da frutto appartenente alla famiglia delle Rutacee, il cui frutto è l'arancia (detta nell'uso corrente anche "arancio", come l'albero), talora chiamata arancia dolce per distinguerla dall'arancia amara. È un antico ibrido, risultato di un incrocio di oltre 4000 anni fa tra il pomelo e il mandarino; le proporzioni dei geni delle specie ancestrali sono all'incirca 58% mandarino e 42% pomelo.

## Storia
Originario della Cina e del sud-est asiatico, questo frutto invernale sarebbe stato importato in Europa solo nel XV secolo da marinai portoghesi. Tuttavia alcuni testi antico-romani ne parlano già nel I secolo; veniva coltivata in Sicilia dove era chiamato melarancia, il che potrebbe significare che il frutto avesse raggiunto l'Europa via terra. Potrebbero essere corrette entrambe le teorie. Probabilmente l'arancio giunse davvero in Europa per la via della seta, ma la coltivazione prese piede solo nella calda Sicilia, dove la sua diffusione si arenò. Solo dopo secoli venne riscoperto dai marinai portoghesi.
Da notare che a Roma, nel chiostro del convento di Santa Sabina all'Aventino è presente una pianta di arancio dolce che secondo la tradizione domenicana è stata portata e piantata da San Domenico nel 1220 circa. La leggenda non specifica se il santo avesse portato la pianta dal Portogallo o dalla Sicilia, dove essa era giunta al seguito della conquista arabo-berbera.

### Altri nomi dell'arancia
Nella letteratura del XIX secolo a volte l'arancia viene chiamata portogallo. In greco l'arancio si chiama "πορτοκάλι" (pronuncia: portocáli), in rumeno "portocală", in albanese "portokall" e ancora oggi in arabo la parola usata per parlare delle arance è برتقال, burtuqāl, che ha soppiantato del tutto la parola persiana نارنج, nāranğ – letteralmente "(frutto) favorito degli elefanti" – da cui deriva "arancia" (e "naranja", in spagnolo) e "narancs" in ungherese. Però in arabo il burtuqāl indica l'arancia dolce, mentre nāranğ (d'origine persiana) indica l'arancia amara.

#### In Italia meridionale
In lingua napoletana è fortissima la diffusione della voce purtuàll' per arancia. In lingua siciliana viene chiamata pattuàllu. : in dialetto abruzzese l'arancia viene chiamata in genere purtuall, con alcune varianti a seconda della zona: ad esempio nella Valle Peligna essa viene chiamata partaall, mentre nei dialetti adriatico-meridionali e soprattutto nelle città di Lanciano e dintorni è chiamata purtijalle. Nel Salento viene indicata col termine portacallu e sul Gargano portajall.
In dialetto romanesco, come attestato da Pascarella, il nome dell'arancia è, né più né meno, portogallo:
Come lei me l'insegna, a un portogallo.»
(La scoperta dell'America. Alla memoria de mi' madre di Cesare Pascarella, III:5-8)
In Basilicata e in Calabria, in parti della Campania, della Puglia e dell'Abruzzo le arance sono chiamate purtualli o partajalli.
In lingua siciliana sono dette partuàlli e arànciu; portugalli in certe zone della Calabria. Ad Altamura e a Gravina di Puglia, in provincia di Bari e Taranto sono, invece, chiamate "marànge".
In rumeno viene chiamato portocală/portocálə/ dando così anche il nome al color arancione.

#### In Italia centrale
In gran parte dell'Umbria è diffuso invece il termine merangola o merangla in riferimento alle arance di ogni tipo.
Nella Tuscia viterbese viene ancora utilizzata la parola  portogallo, che indica non solo l'arancia ma anche il mandarino, il pompelmo, il mandarancio e altri frutti affini, con varianti quali portugallo, nella zona meridionale dei monti Cimini, portigallo, più a nord. Nel Lazio meridionale è chiamato purtcagli.

#### In Italia settentrionale
In lingua piemontese sono detti portugaj; nel dialetto bergamasco portogàl; nel lodigiano purtügàl; in dialetto ferrarese portogàl, in dialetto parmigiano partugàl e in quello di Rimini partugàli.
In lingua veneta l'arancia viene chiamata naransa; in lingua lombarda, precisamente nella variante occidentale, è detta narânz (portogall significa "mandarino", ma è stato usato anche come nome collettivo dei due frutti); in lingua friulana è narant. Questi casi farebbero intravedere una derivazione diretta dal persiano, forse grazie ai contatti culturali e commerciali veneziani con il Medio Oriente, oppure di un lascito spagnolo.
Nella lingua ligure (o almeno nelle località di confine - Ventimiglia - ) çitrùn è il nome dell'arancia amara; quella dolce viene chiamata portugalu.
Nelle lingue germaniche, la parola che indica l'arancia di solito significa letteralmente "mela cinese" (in olandese appelsien o sinaasappel, in tedesco Apfelsine). Parole derivate da appelsien si trovano anche nelle lingue slave (in russo Апельсин, apel'sin) e baltiche (es. lituano apelsinas).
Altra variante è "melarancia", diffusa in altre lingue (es. polacco pomarańcza, ceco pomeranč, slovacco pomaranč, sloveno pomaranča, serbo pomorandža/поморанџа).

## Descrizione

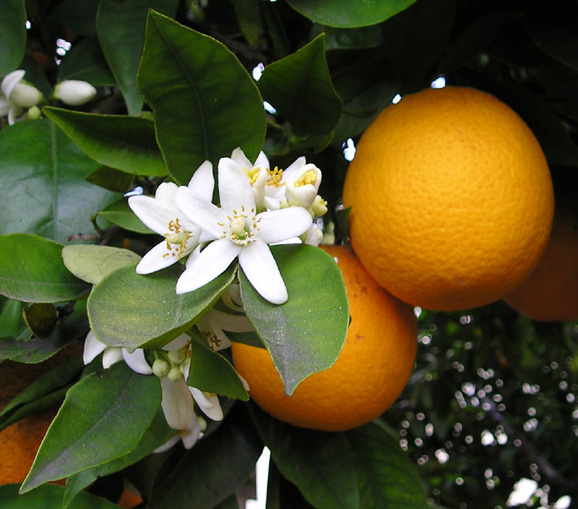

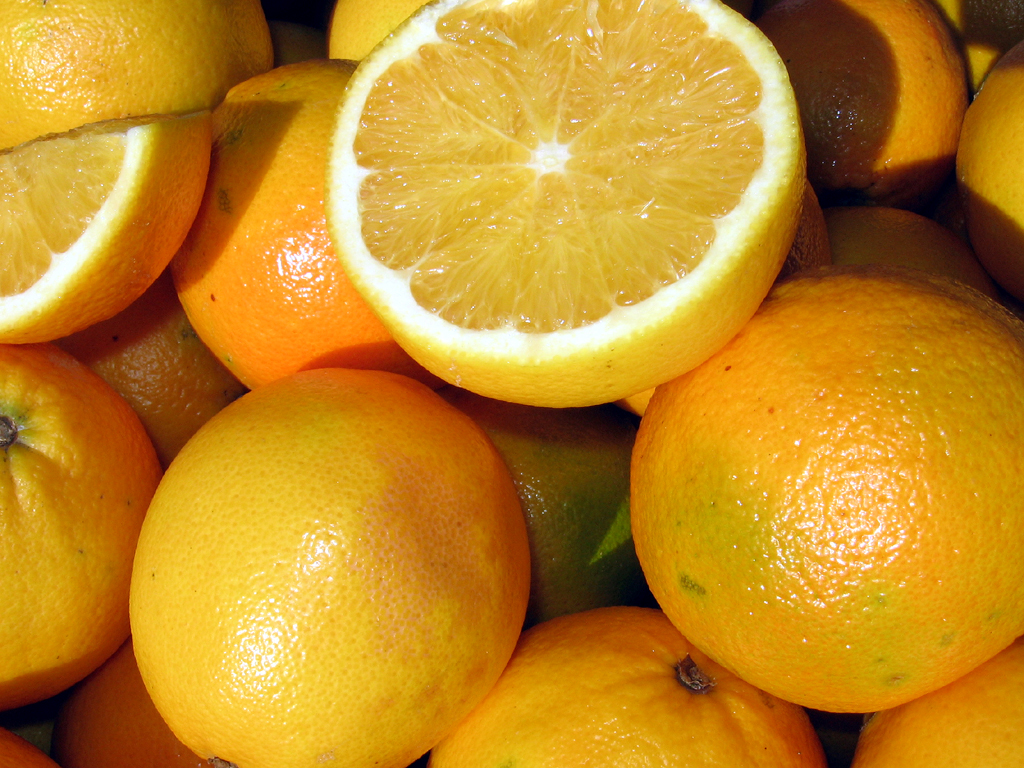
Arance gialle da spremuta.

L'arancio è un albero che può arrivare fino a 12 metri, dalle foglie allungate e carnose e dai fiori candidi. I germogli sono sempre verdi, mai rossastri. I frutti sono rotondi e sia la buccia sia la polpa sono del tipico colore arancione. La buccia è caratterizzata da una leggera ruvidezza che è diventata termine di paragone anche in campi totalmente diversi: parliamo per esempio di pelle a buccia d'arancia in cosmesi, o di superfici a buccia d'arancia in edilizia.
Il periodo di riposo dell'arancio è di soli tre mesi, per cui succede che l'albero fiorisca e fruttifichi contemporaneamente. I primi frutti si possono raccogliere in novembre (navelina), e gli ultimi a maggio - giugno (valencia late). Un albero adulto produce circa 500 frutti all'anno.

## Sottospecie e varietà
L'arancio è l'agrume più diffuso nel mondo e se ne coltivano centinaia di varietà. Alcuni frutti sono a polpa bionda (ovale, biondo comune, navelina, washington navel, ecc.), altri a polpa rossa per via dei pigmenti antocianici in essi contenuti (moro, tarocco, sanguinello), alcuni più grandi e più belli, altri di aspetto più modesto e dalla buccia più sottile, ma più succosi e dunque adatti per spremute. Solo in Italia più di venti varietà vengono coltivate come frutta da tavola e altrettante per spremuta. Comunque, le arance dolci non vengono consumate solo come frutta fresca ma, soprattutto nel caso di quelle a polpa bionda, vengono utilizzate per la produzione di succhi (durante la lavorazione delle quali la buccia, preventivamente separata dal resto del frutto, viene sfruttata per estrarne l'olio essenziale in essa contenuto) e, in misura minore, per la produzione di canditi e frutta essiccata.
La definizione Arancia rossa di Sicilia è usata per individuare le varietà di arance polpa rossa (moro, tarocco e sanguinello) che rispettano quanto previsto nel relativo disciplinare "Arancia rossa di Sicilia IGP" (Indicazione geografica protetta).
Il gruppo delle arance navel (arance ombelicate), contenenti un piccolo frutto gemello, comprende diverse cultivar, in particolare la Washington Navel, il Brasiliano di Ribera, la cv. W.N. 3033 Frost, la Navelina comune, la Navelina VCR (Vecchio Clone Risanato), la Navelina ISA 315 (in piccole superfici impiantate - in corso di reinnesto con W.N. per via della pezzatura dei frutti che risulta essere media). A Ribera, in provincia di Agrigento, viene coltivata una varietà molto apprezzata di questo gruppo, tanto che "Arancia di Ribera" è diventata una denominazione di origine protetta (DOP).

## Produzione

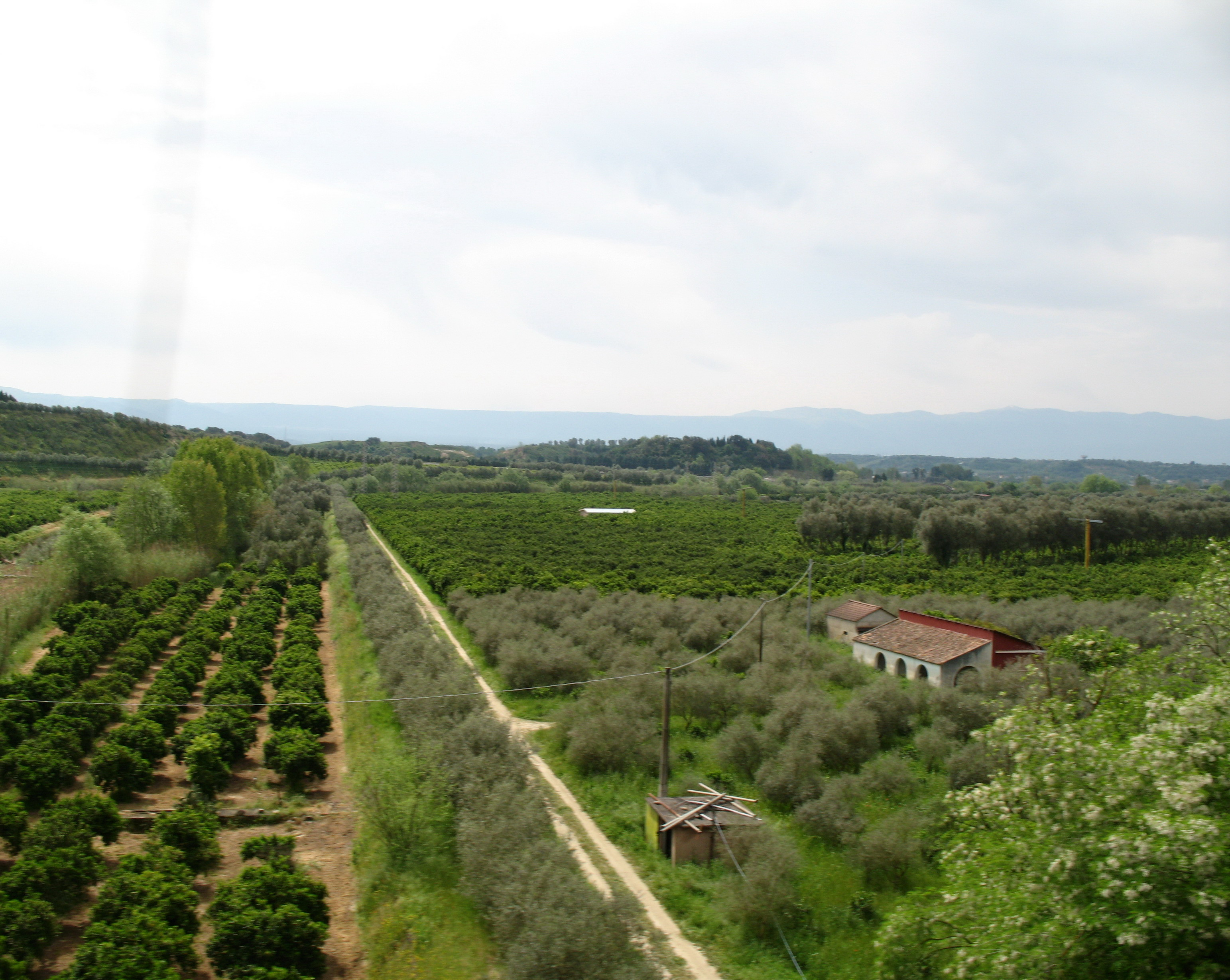
Aranceto vicino a Rosarno nella Piana di Gioia Tauro.

| Nazione         | Produzione (tonnellate) |
| --------------- | ----------------------- |
| Brasile         | 16 713 534              |
| Cina            | 9 103 908               |
| India           | 8 367 000               |
| Stati Uniti     | 4 833 480               |
| Messico         | 4 737 990               |
| Spagna          | 3 639 853               |
| Egitto          | 3 246 483               |
| Indonesia       | 2 510 442               |
| Turchia         | 1 900 000               |
| Iran            | 1 889 252               |
| Sudafrica       | 1 775 760               |
| Pakistan        | 1 589 856               |
| Italia          | 1 522 213               |
| Totale mondiale | 75 413 375              |

## Usi
L'arancia è utile sia per la buccia sia per l'interno. Inoltre i suoi fiori sono visitati dalle api, che ne raccolgono nettare, producendo un pregiato miele. 

### Essenze
La buccia dell'arancia è una preziosissima fonte di essenze.
- L'olio essenziale dell'arancia dolce o essenza di Portogallo è un liquido che va dal giallo-arancione al rosso scuro (varietà Tarocco e Sanguinello) che ravvisa l'odore della scorza fresca del frutto, parzialmente solubile in alcool etilico a 96° (dà infatti delle soluzioni torbide). Costituito quasi esclusivamente da limonene, viene usato nella produzione di liquori e per aromatizzare molti detersivi. Viene spesso utilizzato per sofisticare molti altri oli essenziali agrumari. La presenza del delta-3-carene, un monoterpene, naturalmente presente nell'essenza di arancia dolce, spesso è rivelatrice di questa sofisticazione.
- Il terpene d'arancia è un liquido incolore ottenuto dalla distillazione dell'essenza di arancia, largamente usato come solvente naturale dall'industria delle vernici.
- L'essenza deterpenata è ottenuta dalla rettificazione dell'olio tal quale. A seconda del grado di deterpenazione può presentarsi da rosso scurissimo a marrone ed è molto aromatica; esiste anche l'essenza "desesquideterpenata" che appare di colore giallo pallido e ha una nota olfattiva meno potente.
- L'essenza di zagara o neroli è ottenuta da soli fiori dell'arancio amaro (la parola zagara deriva infatti dall'arabo zahra (in arabo زهرة‎?, zahra), che per l'appunto significa "fiore" e mai dai fiori dell'arancio dolce.

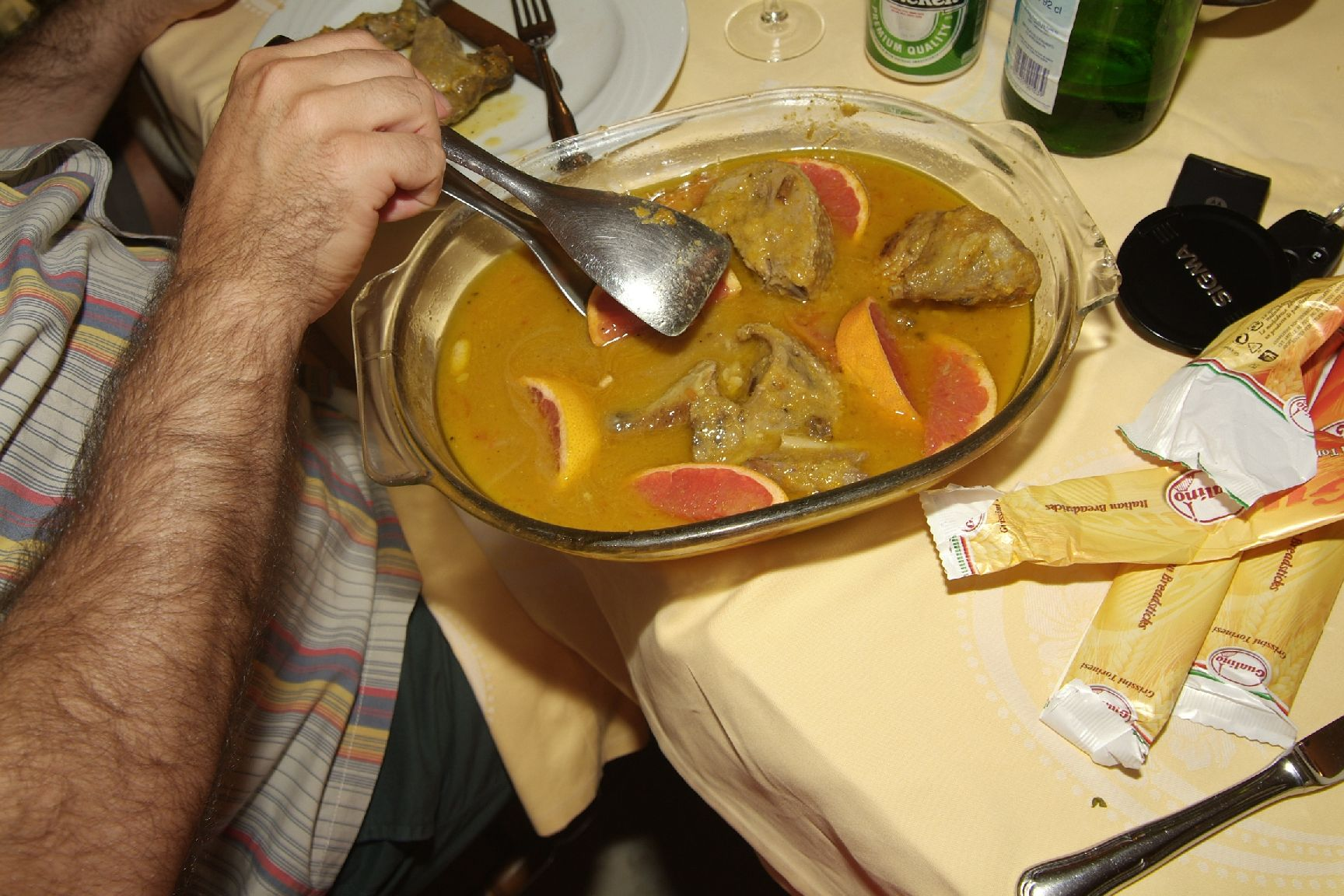
Anatra all'arancia.

### Cucina
Le arance, oltre al consueto consumo come frutto o sotto forma di spremuta d'arancia, vengono utilizzate anche in alcune ricette agrodolci come la famosa anatra all'arancia. Nelle tavole siciliane l'arancia si può trovare in insalata, con olio, sale e pepe, spesso con l'aggiunta di cipolle e olive. Sempre in Sicilia, la scorza è spesso usata per insaporire le creme da dolce, grattugiandola; si può anche candire, come talora insieme con la polpa tagliata a fettine. Un altro uso di ambedue le parti è nella marmellata di arance.

### Farmaceutica
Nell'industria farmaceutica viene esclusivamente utilizzato l'olio essenziale ricavato dalle sacche oleifere della scorza per le sue qualità aromatizzanti.

### Decorazione
Con i fiori d'arancio vengono costruite composizioni floreali per la decorazione di chiese in occasione di matrimoni, per significare la castità della sposa. I frutti invece possono essere utilizzati per esempio per i pot pourri.

## L'arancia in Italia
La Conca d'Oro di Palermo costituì, per le grandi coltivazioni di arancio, una delle meraviglie dell'agricoltura araba di tutto il bacino del Mediterraneo. Nei secoli successivi registriamo gli splendori della coltivazione nelle serre del Garda, che rifornivano le tavole dei grandi signori di Venezia e Milano, e sulla costa genovese, dove i frutti erano destinati alla produzione di canditi, ricco sottoprodotto della raffinazione dello zucchero, di cui Genova è tra i primi importatori. In entrambi i casi gli aranci coltivati sono aranci amari.
Più di tre secoli fa, introdotti da saraceni e schiavoni, si diffondono sulle coste pugliesi coltivazioni di agrumi le cui caratteristiche si differenziano ben presto dalle altre specie italiane, come nel caso del Gargano. Grazie alla natura carsica del suo terreno e alle condizioni climatiche il Promontorio offrì allora le condizioni per il massimo sviluppo del limone femminello del Gargano e dell'arancia del Gargano che nei secoli successivi trainarono l'economia della zona grazie alla produzione dell'oasi agrumaia di Rodi Garganico e di San Menaio.
Alla metà dell'Ottocento arancio e limone incominciano una repentina diffusione anche sulle coste sicule e su quelle calabresi. Sono colture relativamente limitate, ma i loro prodotti alimentano un commercio fiorentissimo, che si dirige ai mercati di Londra, e soprattutto New York, che consuma aranci siciliani fino al trionfo della frutticoltura californiana. L'agrumicoltura si sviluppa lentamente, in Sicilia e in Calabria, assicurando redditi alquanto elevati, fino ai primi anni del secondo dopoguerra, quando la sua espansione diviene tumultuosa, e si protrae nonostante i produttori non riescano a imporsi forme di organizzazione in grado di affrontare i grandi mercati di consumo, in specie quello tedesco, dove dal 1980 le importazioni divengono sempre più difficili, incalzate da quelle spagnole, di qualità non superiore, ma ordinate secondo formule commerciali molto più funzionali ed efficaci. Le difficoltà si aggravano in proporzione all'ampliamento della coltura, immensamente dilatatasi, da Lentini, dalle aree etnee del Catanese e dai rilievi siracusani di Francofonte all'interno della Sicilia, nelle province di Ragusa e Agrigento, in Calabria e insediatasi nel Metapontino, che deve la propria sopravvivenza, sempre più, alle sovvenzioni comunitarie, che non si sa quanto potranno protrarsi nel futuro.
Nell'ambito del folklore, va ricordato che durante lo storico Carnevale di Ivrea si svolge una battaglia con le arance.